# Duits handbalteam (vrouwen)

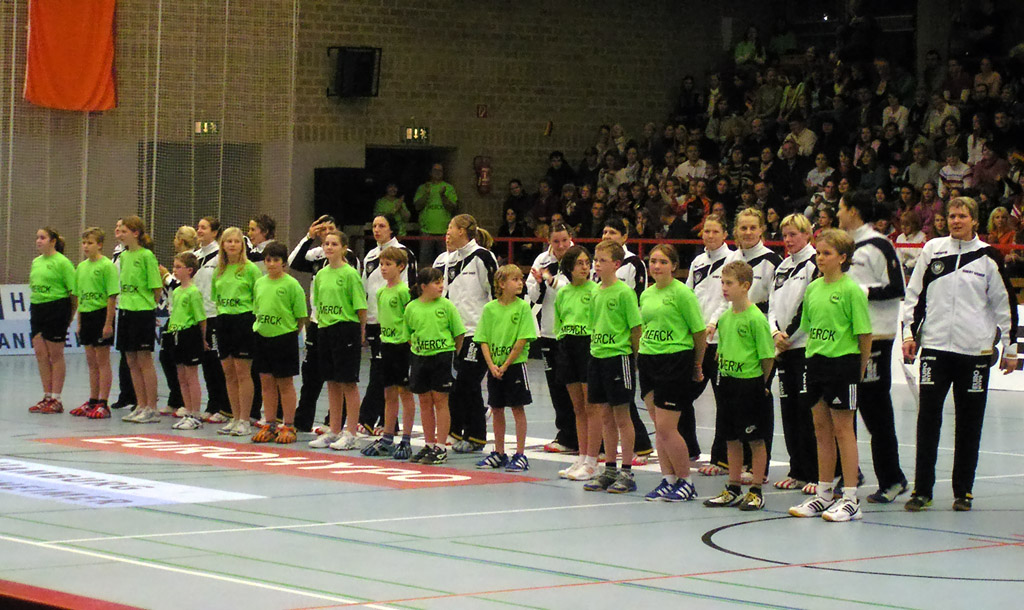
Het Duits handbalteam in 2006

Het Duits handbalteam is het nationale team van Duitsland voor vrouwen. Het team vertegenwoordigt de Deutscher Handballbund.

## Resultaten

### Olympische Spelen
| Olympische Spelen | Olympische Spelen                    | Olympische Spelen                    | Olympische Spelen                    | Olympische Spelen                    | Olympische Spelen                    | Olympische Spelen                    | Olympische Spelen                    | Olympische Spelen                    |
| Jaar (teams)      | Resultaat                            | Wed                                  | W                                    | G                                    | V                                    | DV                                   | DT                                   | DS                                   |
| ----------------- | ------------------------------------ | ------------------------------------ | ------------------------------------ | ------------------------------------ | ------------------------------------ | ------------------------------------ | ------------------------------------ | ------------------------------------ |
| 1976 (6)          | Zie Oost-Duitsland en West-Duitsland | Zie Oost-Duitsland en West-Duitsland | Zie Oost-Duitsland en West-Duitsland | Zie Oost-Duitsland en West-Duitsland | Zie Oost-Duitsland en West-Duitsland | Zie Oost-Duitsland en West-Duitsland | Zie Oost-Duitsland en West-Duitsland | Zie Oost-Duitsland en West-Duitsland |
| 1980 (6)          | Zie Oost-Duitsland en West-Duitsland | Zie Oost-Duitsland en West-Duitsland | Zie Oost-Duitsland en West-Duitsland | Zie Oost-Duitsland en West-Duitsland | Zie Oost-Duitsland en West-Duitsland | Zie Oost-Duitsland en West-Duitsland | Zie Oost-Duitsland en West-Duitsland | Zie Oost-Duitsland en West-Duitsland |
| 1984 (6)          | Zie Oost-Duitsland en West-Duitsland | Zie Oost-Duitsland en West-Duitsland | Zie Oost-Duitsland en West-Duitsland | Zie Oost-Duitsland en West-Duitsland | Zie Oost-Duitsland en West-Duitsland | Zie Oost-Duitsland en West-Duitsland | Zie Oost-Duitsland en West-Duitsland | Zie Oost-Duitsland en West-Duitsland |
| 1988 (8)          | Zie Oost-Duitsland en West-Duitsland | Zie Oost-Duitsland en West-Duitsland | Zie Oost-Duitsland en West-Duitsland | Zie Oost-Duitsland en West-Duitsland | Zie Oost-Duitsland en West-Duitsland | Zie Oost-Duitsland en West-Duitsland | Zie Oost-Duitsland en West-Duitsland | Zie Oost-Duitsland en West-Duitsland |
| 1992 (8)          | 4de                                  | 5                                    | 2                                    | 0                                    | 3                                    | 131                                  | 111                                  | +20                                  |
| 1996 (8)          | 6de                                  | 3                                    | 1                                    | 0                                    | 2                                    | 70                                   | 73                                   | −3                                   |
| 2000 (10)         | Niet gekwalificeerd                  | Niet gekwalificeerd                  | Niet gekwalificeerd                  | Niet gekwalificeerd                  | Niet gekwalificeerd                  | Niet gekwalificeerd                  | Niet gekwalificeerd                  | Niet gekwalificeerd                  |
| 2004 (10)         | Niet gekwalificeerd                  | Niet gekwalificeerd                  | Niet gekwalificeerd                  | Niet gekwalificeerd                  | Niet gekwalificeerd                  | Niet gekwalificeerd                  | Niet gekwalificeerd                  | Niet gekwalificeerd                  |
| 2008 (12)         | 11de                                 | 5                                    | 1                                    | 0                                    | 4                                    | 123                                  | 134                                  | −11                                  |
| 2012 (12)         | Niet gekwalificeerd                  | Niet gekwalificeerd                  | Niet gekwalificeerd                  | Niet gekwalificeerd                  | Niet gekwalificeerd                  | Niet gekwalificeerd                  | Niet gekwalificeerd                  | Niet gekwalificeerd                  |
| 2016 (12)         | Niet gekwalificeerd                  | Niet gekwalificeerd                  | Niet gekwalificeerd                  | Niet gekwalificeerd                  | Niet gekwalificeerd                  | Niet gekwalificeerd                  | Niet gekwalificeerd                  | Niet gekwalificeerd                  |
| 2020 (12)         | Niet gekwalificeerd                  | Niet gekwalificeerd                  | Niet gekwalificeerd                  | Niet gekwalificeerd                  | Niet gekwalificeerd                  | Niet gekwalificeerd                  | Niet gekwalificeerd                  | Niet gekwalificeerd                  |
| Totaal            | 3/8                                  | 13                                   | 4                                    | 0                                    | 9                                    | 224                                  | 318                                  | +6                                   |

 Kampioenen   Runners-up   Derde plaats   Vierde plaats

### Wereldkampioenschap
| Wereldkampioenschap | Wereldkampioenschap                  | Wereldkampioenschap                  | Wereldkampioenschap                  | Wereldkampioenschap                  | Wereldkampioenschap                  | Wereldkampioenschap                  | Wereldkampioenschap                  | Wereldkampioenschap                  |
| Jaar                | Resultaat                            | Wed                                  | W                                    | G                                    | V                                    | DV                                   | DT                                   | DS                                   |
| ------------------- | ------------------------------------ | ------------------------------------ | ------------------------------------ | ------------------------------------ | ------------------------------------ | ------------------------------------ | ------------------------------------ | ------------------------------------ |
| 1957                | Zie Oost-Duitsland en West-Duitsland | Zie Oost-Duitsland en West-Duitsland | Zie Oost-Duitsland en West-Duitsland | Zie Oost-Duitsland en West-Duitsland | Zie Oost-Duitsland en West-Duitsland | Zie Oost-Duitsland en West-Duitsland | Zie Oost-Duitsland en West-Duitsland | Zie Oost-Duitsland en West-Duitsland |
| 1962                | Zie Oost-Duitsland en West-Duitsland | Zie Oost-Duitsland en West-Duitsland | Zie Oost-Duitsland en West-Duitsland | Zie Oost-Duitsland en West-Duitsland | Zie Oost-Duitsland en West-Duitsland | Zie Oost-Duitsland en West-Duitsland | Zie Oost-Duitsland en West-Duitsland | Zie Oost-Duitsland en West-Duitsland |
| 1965                | Zie Oost-Duitsland en West-Duitsland | Zie Oost-Duitsland en West-Duitsland | Zie Oost-Duitsland en West-Duitsland | Zie Oost-Duitsland en West-Duitsland | Zie Oost-Duitsland en West-Duitsland | Zie Oost-Duitsland en West-Duitsland | Zie Oost-Duitsland en West-Duitsland | Zie Oost-Duitsland en West-Duitsland |
| 1971                | Zie Oost-Duitsland en West-Duitsland | Zie Oost-Duitsland en West-Duitsland | Zie Oost-Duitsland en West-Duitsland | Zie Oost-Duitsland en West-Duitsland | Zie Oost-Duitsland en West-Duitsland | Zie Oost-Duitsland en West-Duitsland | Zie Oost-Duitsland en West-Duitsland | Zie Oost-Duitsland en West-Duitsland |
| 1973                | Zie Oost-Duitsland en West-Duitsland | Zie Oost-Duitsland en West-Duitsland | Zie Oost-Duitsland en West-Duitsland | Zie Oost-Duitsland en West-Duitsland | Zie Oost-Duitsland en West-Duitsland | Zie Oost-Duitsland en West-Duitsland | Zie Oost-Duitsland en West-Duitsland | Zie Oost-Duitsland en West-Duitsland |
| 1975                | Zie Oost-Duitsland en West-Duitsland | Zie Oost-Duitsland en West-Duitsland | Zie Oost-Duitsland en West-Duitsland | Zie Oost-Duitsland en West-Duitsland | Zie Oost-Duitsland en West-Duitsland | Zie Oost-Duitsland en West-Duitsland | Zie Oost-Duitsland en West-Duitsland | Zie Oost-Duitsland en West-Duitsland |
| 1978                | Zie Oost-Duitsland en West-Duitsland | Zie Oost-Duitsland en West-Duitsland | Zie Oost-Duitsland en West-Duitsland | Zie Oost-Duitsland en West-Duitsland | Zie Oost-Duitsland en West-Duitsland | Zie Oost-Duitsland en West-Duitsland | Zie Oost-Duitsland en West-Duitsland | Zie Oost-Duitsland en West-Duitsland |
| 1982                | Zie Oost-Duitsland en West-Duitsland | Zie Oost-Duitsland en West-Duitsland | Zie Oost-Duitsland en West-Duitsland | Zie Oost-Duitsland en West-Duitsland | Zie Oost-Duitsland en West-Duitsland | Zie Oost-Duitsland en West-Duitsland | Zie Oost-Duitsland en West-Duitsland | Zie Oost-Duitsland en West-Duitsland |
| 1986                | Zie Oost-Duitsland en West-Duitsland | Zie Oost-Duitsland en West-Duitsland | Zie Oost-Duitsland en West-Duitsland | Zie Oost-Duitsland en West-Duitsland | Zie Oost-Duitsland en West-Duitsland | Zie Oost-Duitsland en West-Duitsland | Zie Oost-Duitsland en West-Duitsland | Zie Oost-Duitsland en West-Duitsland |
| 1990                | Zie Oost-Duitsland en West-Duitsland | Zie Oost-Duitsland en West-Duitsland | Zie Oost-Duitsland en West-Duitsland | Zie Oost-Duitsland en West-Duitsland | Zie Oost-Duitsland en West-Duitsland | Zie Oost-Duitsland en West-Duitsland | Zie Oost-Duitsland en West-Duitsland | Zie Oost-Duitsland en West-Duitsland |
| 1993                | 1ste                                 | 7                                    | 6                                    | 0                                    | 1                                    | 161                                  | 111                                  | +50                                  |
| 1995                | 5de                                  | 8                                    | 5                                    | 1                                    | 2                                    | 186                                  | 166                                  | +20                                  |
| 1997                | 3de                                  | 9                                    | 8                                    | 0                                    | 1                                    | 260                                  | 184                                  | +76                                  |
| 1999                | 7de                                  | 9                                    | 5                                    | 1                                    | 3                                    | 234                                  | 198                                  | +36                                  |
| 2001                | Niet gekwalificeerd                  | Niet gekwalificeerd                  | Niet gekwalificeerd                  | Niet gekwalificeerd                  | Niet gekwalificeerd                  | Niet gekwalificeerd                  | Niet gekwalificeerd                  | Niet gekwalificeerd                  |
| 2003                | 12de                                 | 8                                    | 3                                    | 1                                    | 4                                    | 220                                  | 198                                  | +22                                  |
| 2005                | 6de                                  | 9                                    | 6                                    | 0                                    | 3                                    | 278                                  | 240                                  | +38                                  |
| 2007                | 3de                                  | 9                                    | 7                                    | 1                                    | 1                                    | 324                                  | 279                                  | +45                                  |
| 2009                | 7de                                  | 9                                    | 6                                    | 0                                    | 3                                    | 253                                  | 242                                  | +11                                  |
| 2011                | 17de                                 | 7                                    | 4                                    | 0                                    | 3                                    | 190                                  | 165                                  | +35                                  |
| 2013                | 7de                                  | 7                                    | 6                                    | 0                                    | 1                                    | 209                                  | 168                                  | +41                                  |
| 2015                | 13de                                 | 6                                    | 3                                    | 0                                    | 3                                    | 173                                  | 142                                  | +31                                  |
| 2017                | 12de                                 | 6                                    | 3                                    | 1                                    | 2                                    | 137                                  | 116                                  | +21                                  |
| 2019                | 8ste                                 | 9                                    | 4                                    | 1                                    | 4                                    | 248                                  | 230                                  | +18                                  |
| 2021                | 7de                                  | 7                                    | 5                                    | 0                                    | 2                                    | 195                                  | 171                                  | +24                                  |
| Totaal              | 13/15                                | 110                                  | 71                                   | 6                                    | 33                                   | 3.068                                | 2.610                                | +468                                 |

 Kampioenen   Runners-up   Derde plaats   Vierde plaats

### Europees kampioenschap
| Europees kampioenschap | Europees kampioenschap | Europees kampioenschap | Europees kampioenschap | Europees kampioenschap | Europees kampioenschap | Europees kampioenschap | Europees kampioenschap | Europees kampioenschap | Europees kampioenschap |
| Jaar (teams)           | Resultaat              | Wed                    | W                      | G                      | V                      | DV                     | DT                     | DS                     | Kwal                   |
| ---------------------- | ---------------------- | ---------------------- | ---------------------- | ---------------------- | ---------------------- | ---------------------- | ---------------------- | ---------------------- | ---------------------- |
| 1994 (12)              | 2de                    | 7                      | 5                      | 0                      | 2                      | 152                    | 143                    | +9                     | (Gastland)             |
| 1996 (12)              | 4de                    | 7                      | 4                      | 0                      | 3                      | 169                    | 165                    | +4                     | (Kwal.)                |
| 1998 (12)              | 6de                    | 6                      | 4                      | 0                      | 2                      | 140                    | 145                    | −5                     | (Kwal.)                |
| 2000 (12)              | 9de                    | 6                      | 2                      | 0                      | 4                      | 139                    | 155                    | −16                    | (Kwal.)                |
| 2002 (16)              | 11de                   | 6                      | 1                      | 0                      | 5                      | 142                    | 168                    | −26                    | (Kwal.)                |
| 2004 (16)              | 5de                    | 7                      | 5                      | 0                      | 2                      | 183                    | 173                    | +10                    | (Kwal.)                |
| 2006 (16)              | 4de                    | 8                      | 5                      | 0                      | 3                      | 228                    | 208                    | +20                    | (EK 2004)              |
| 2008 (16)              | 4de                    | 8                      | 5                      | 1                      | 2                      | 227                    | 208                    | +19                    | (EK 2006)              |
| 2010 (16)              | 13de                   | 3                      | 1                      | 0                      | 2                      | 78                     | 87                     | −9                     | (Kwal.)                |
| 2012 (16)              | 7de                    | 6                      | 3                      | 1                      | 2                      | 136                    | 132                    | +4                     | (Kwal.)                |
| 2014 (16)              | 10de                   | 6                      | 2                      | 1                      | 3                      | 164                    | 165                    | −1                     | (Kwal.)                |
| 2016 (16)              | 6de                    | 7                      | 4                      | 1                      | 2                      | 169                    | 155                    | +14                    | (Kwal.)                |
| 2018 (16)              | 10de                   | 6                      | 3                      | 0                      | 3                      | 162                    | 166                    | −4                     | (Kwal.)                |
| 2020 (16)              | 7de                    | 6                      | 2                      | 1                      | 3                      | 145                    | 158                    | −13                    | (Kwal.)                |
| 2022 (16)              | 7de                    | 6                      | 3                      | 0                      | 3                      | 160                    | 160                    | 0                      | (Kwal.)                |
| Totaal                 | 15/15                  | 95                     | 49                     | 5                      | 41                     | 2.394                  | 2.388                  | +6                     |                        |

 Kampioenen   Runners-up   Derde plaats   Vierde plaats